# Carboirita
La carboirita és un mineral de la classe dels silicats que pertany al grup del cloritoide. Rep el nom de la localitat de Carboire, a França, la seva localitat tipus.

## Característiques
La carboirita és un germanat de fórmula química FeAl₂(GeO₄)O(OH)₂. Es tracta d'una espècie aprovada per l'Associació Mineralògica Internacional, i publicada el 1983. Cristal·litza en el sistema triclínic. La seva duresa a l'escala de Mohs és 6.

## Formació i jaciments
Va ser descoberta a Carboire, dins el municipi d'Uston, al departament de l'Arieja (Occitània, França). També ha estat descrita a Pale Bidau, a la també localitat francesa de Mèles (Alta Garona, França). Aquests dos indrets són els únics de tot el planeta on ha estat descrita aquesta espècie mineral.